# Rats de NIMH

Les Rats de NIMH est une trilogie de livres pour enfants écrite par les romanciers américains Robert C. O'Brien et sa fille, Jane Leslie Conly. Elle est composée de :
- Madame Brisby et le secret de Nimh (Mrs. Frisby and the Rats of NIMH) par Robert O'Brien (1971), lauréat en 1972 de la médaille Newbery ;
- Racso and the Rats of NIMH (en) (Racso et les Rats de NIMH) par Jane Leslie Conly (1986) ;
- R-T, Margaret, and the Rats of NIMH (en) (R-T, Margaret, et les Rats de NIMH)[1] par Jane Leslie Conly (1990).

## Autour de l'œuvre
NIMH est l'acronyme de National Institute of Mental Health, institution gouvernementale américaine pour la santé réellement existante.
En 1982, Mrs. Frisby and the Rats of NIMH servit de source pour le scénario du film d'animation Brisby et le Secret de NIMH, dirigé par Don Bluth. En 1998, une suite intitulée La Légende de Brisby fut réalisée, sans aucun lien avec l'œuvre de Robert O'Brien et Jane Leslie Conly.